# Raión de Vyshgorod
Raión de Výshhorod (en ucraniano: Вишгородський район) es un raión o distrito de Ucrania en el óblast de Kiev. La capital es la ciudad de Výshhorod.
Comprende una superficie de 4437 km².

## Demografía
Según estimación 2010 contaba con una población total de 72500 habitantes.

## Otros datos
El código KOATUU fue 3221800000. El código postal 07300 y el prefijo telefónico +380 4496.